# Вулиця Вітовського (Львів)
Ву́лиця Віто́вського — вулиця у Галицькому районі міста Львова, в місцевості Цитадель. Простягається від площі Франка до перехрестя із вулицями Героїв Майдану, Сахарова, Коперника та Нечуя-Левицького.

## Історія
Вулиця виникла на місці дороги, котра проходила повз струмок під назвою Сорока (інша назва — Вулецький потік). Сорока живила два ставки — Пелчинський та Панєнський, а в подальшому впадала у Полтву. З півночі від дороги знаходиться Пелчинська (Познанська) гора, на котрій в середині XIX століття споруджено дві вежі-бастіони, що входять до складу комплексу оборонних споруд, нині відомих під назвою Львівська Цитадель.
Назва гори, як і одного із ставів, пов'язана з колишніми власниками цієї місцевості — Пелками. На початку XIX століття при Пелчинському ставку у стилі класицизму споруджено спеціальний будинок «військової пливальні». 1820 року його фасади було оздоблено львівським скульптором Антоном Шімзером. 1921 року будинок розібрано, скульптури передано до Історичного музею. Тоді ж остаточно осушено струмок Сороку і вулицю замощено бруківкою. 1929 року прокладено трамвайну колію. У 1930-х вулиця стала частиною траси міжнародних автоперегонів Гран Прі Львова. Із часом Пелчинську гору засаджено деревами. Існували плани облаштування тут міського парку. З протилежного боку колишнього ставка вже в радянські часи розбито Парк культури та відпочинку імені Богдана Хмельницького, урочисто відкритий 1952 року.
З іншого боку вулиці, під схилами Пелчинської гори, восени 1967 року було створено меморіальний комплекс до 50-ліття Жовтневої революції. Основним елементом композиції стала кам'яна фігура лева з польських військових поховань на Личаківському цвинтарі, на щиті, що тримає лев, герб Львова польського періоду був змінений на радянський варіант герба міста. Вздовж підпірної стіни була облаштована дошка пошани підприємств Львівщини. 1982 року кам'яного лева перенесли на північну околицю міста, де він став елементом пам'ятника «Возз'єднання» Західної України з УРСР (народна назва — гільйотина). 1989 року на місці лева був споруджений пам'ятний знак на честь 50-ліття «Возз'єднання» українських земель (автори — скульптор Анатолій Галян, архітектор Аполлон Огранович), але у перші роки незалежності демонтований. У 1991 році на цьому місці встановили камінь під меморіал «Борцям за волю України», що стоїть там й донині.

## Назва
Нинішню назву вулиця отримала 1991 року, на честь Дмитра Вітовського — українського політика, сотника Легіону Українських Січових Стрільців, полковника УГА, Державного секретаря Військових Справ ЗУНР.
- Пливальні — назва існувала не пізніше 1863 року. Пов'язана із Пелчинським ставом, що знаходився поряд із вулицею. На цьому ставі проводились навчання з плавання для австрійських військових[12].
- Дорога до Пелчинського ставу — назва зустрічається з 1864 року[12].
- Пелчинська. Названа так 1871 року[12].
- Гербстштрассе — від листопада 1941 року, назва часів німецької окупації[12].
- Пелчинська — від липня 1944 року[12].
- Дзержинського — названа в грудні 1944 року на честь радянського державного діяча, одного з організаторів «червоного терору» Фелікса Дзержинського[5].

## Опис
Вулиця розташована у Галицькому районі Львова. Кінцева ділянка є межею Галицького і Франківського районів. Починається від Площі Франка, завершується на перехресті вулиць Героїв Майдану, Сахарова, Коперника і Нечуя-Левицького. Від парної сторони відгалужуються вулиці Лукіяновича та Коцюбинського. Від непарної — Генерала Арсенича, Турецька, Грецька, Болгарська. Дорожнє покриття — бруківка. Початкова ділянка вулиці забудована лінійно, кінцева — дисперсно. Середня ділянка вулиці проходить через паркову зону. З непарної сторони знаходиться вхід до парку культури та відпочинку імені Богдана Хмельницького. Вхід починається монументальною аркадою, перед якою 1970 року збудовано декоративний басейн з фонтаном за проєктом Василя Каменщика. З протилежного боку височіє заліснений пагорб Львівської цитаделі. По вулиці в обидвох напрямках організовано рух трамваїв № 3, 4, 9.

## Будівлі
В архітектурному ансамблі вулиці Вітовського присутні стилі — віденська сецесія, ар деко, функціоналізм, конструктивізм 1930-х—1970-х років.

### З непарного боку вулиці
№ 1, 3 — триповерхові чиншові кам'яниці, зведені на межі XIX—XX століть. У будинку № 3 мешкав польський письменник і громадський діяч Ян Людвіґ Поплавський.
№ 5а — будинок зведений за проєктом Каспера Юліана Драневича у 1906—1907 роках, у стилі сецесії. Скульптурне оздоблення Юзефа Шебеста.
№ 7 — житловий будинок на розі з вулицею Турецькою. Початково — власний чиншовий будинок скульптора і будівничого Станіслава Деца, збудований у стилі сецесії та оздоблений стукковими рельєфами за його ж проєктом у 1905 році.
№ 7а — житловий будинок, внесений до реєстру пам'яток архітектури місцевого значення під охоронним № 1582-м.
№ 9 — двоповерховий будинок. Тут у 1996—2015 роках містилося ЛКП «Снопківське». У 2015 році Львівська міська рада дозволила ПП «Весаві» приватизувати будівлю. 8 травня 2019 року у Львівській міській раді оприлюднили детальний план території плану територій у районі вул. Вітовського, вул. Зарицьких, пл. Франка у Львові, де планують будівництво апарт-готелю з підземним паркінгом та реконструкцію і зміну руху транспорту на вул. Вітовського та на площі Франка. Будинок на вул. Вітовського, 9, збираються знести, а на його місці збудувати п'ятиповерховий готель на десять номерів з мансардою та двоповерховим підземним паркінгом на сімнадцять місць.
№ 9а — житловий будинок у стилі ар деко, збудований за проєктом Петра Тарнавецького у 1920-х роках.
№ 31, 33 — колишні чиншові кам'яниці, що належали архітекторові Станіславові Децу, збудовані за його ж проєктами у 1907 році, у стилі модернізованої неоготики. У будинку № 31 містилася Реміснича бурса імені Деців.
№ 35 — у міжвоєнний період у будинку мешкав власник лікеро-горілчаної фабрики Стефан Бачевський. Будинок внесений до реєстру пам'яток архітектури місцевого значення під охоронним № 2033-м.
№ 37 — колишній власний житловий будинок архітектора Юзефа Авіна, збудований за його проєктом у 1928 році. Тут також розміщувалося його проєктне бюро. Скульптури в стилі ар деко на фасаді, виконані скоріше за все Юзефом Стажинським. Є також існує ймовірність того, що це був мало відомий скульптор Бернард Кобер.
№ 39 — житловий будинок в стилі ар деко з елементами кубізму, збудований на початку 1930-х років. Проєкт Юзефа Авіна (за іншими джерелами — Вавжинця Дайчака).
№ 41 — житловий будинок в стилі функціоналізму, збудований у 1930-х роках за проєктом архітектора Петра Тарнавецького, де від 1939 року він мешкав з родиною. Нині тут мешкають його доньки — Марія Тереза та Ґелена Софія Владислава Тарнавецькі. На фасаді будинку у травні 2012 року, за сприяння автофан-клубу «ЗАЗ-Козак» та Автомобільної федерації України, встановлено меморіальну таблицю на честь переможців міжнародних автомобільних перегонів «львівського трикутника» — «Гран-прі Львова» 1930—1933 років.
№ 53 — спортивний корпус товариства «Динамо», збудований у 1969—1972 роках за проєктом архітектора Мирона Вендзиловича. На місці спорткомплексу товариства «Динамо» стояв будинок, в якому у міжвоєнний період перебувала адміністрація Львівського ковзанярського товариства.
№ 55 — колишня будівля адміністрації Міських електричних закладів, споруджена у 1935—1936 роках у стилі функціоналізму. Спорудженню передував конкурс проєктів 1934 року. Перемогу здобув проєкт варшавських архітекторів Болеслава Шмідта, Януша Юрашинського і Юліуша Думницького. До реалізації однак прийнято проєкт Леопольда Карасінського і Тадеуша Врубеля, котрий не здобув призових місць. Інтер'єри сходової клітки оздоблено алебастром із журавненської фабрики Чарторийських. У 1970—1985 роках споруду добудовано за проєктом Василя Каменщика у східному напрямку. Лише за в'їзною брамою можна визначити, де починається нове крило споруди. У 1940 році у будинку розмістилося регіональне управління НКВС, під час другої світової війни — гестапо, пізніше — Львівське відділення КДБ. Саме про цей будинок львів'яни казали, що це найвища будівля у місті, адже з неї видно Сибір. Нині тут міститься управління СБУ у Львівській області. 23 вересня 2008 року будинок внесено до переліку пам'яток культурної спадщини, що не підлягають приватизації. Також будинок внесений до реєстру пам'яток архітектури місцевого значення під охоронним № 2034-м. У 2021 році в межах програми «100 років модернізму у Львові» Бюро спадщини ознакувало будинок інформаційною табличкою.
№ 57 — колишнє трамвайне депо та перша львівська електростанція. Споруджені 1894 року за проєктом Альфреда Каменобродського, разом із впровадженням у Львові електричного трамваю. У 1905—1906 роках комплекс розбудовано ймовірно за проектом Міхала Лужецького, зробленим у міському будівельному департаменті. Пізніше, у 1926—1927 роках, син Альфреда Каменобродського — Адольф, виконав ще одну перебудову. Було споруджено нову ремізу, адміністративний будинок та огорожу. У грудні 2018 року керівництво ЛКП «Львівелектротранс» та засновник «Lem Station» Марк Зархін підписали договір про створення креативного простору у приміщеннях старого трамвайного депо. 12 вересня 2021 року відкрили мурал, присвячений Станіславу Лему. Він намальований на стіні компресорної станції старого трамвайного депо (нині — територія креативного простору «Lem Station»). Мурал відкрили у межах спільного проєкту з польським містом Катовиці «Нам не потрібні інші світи. Нам потрібні дзеркала». Його створили митці Віталій та Сергій Грехи.
№ 57а — відділ львівського історичного музею — музей історії науки і техніки.

### З парного боку вулиці

Меморіальна таблиця на будинку, в якому мешкав Еммануїл Мисько

№ 12 — житловий будинок, зведений 1907 року за проєктом Казімежа Жечицького.
№ 22 — колишній власний будинок архітектора Григорія Пежанського. Збудований за його проєктом наприкінці XIX століття, у неоготичному стилі. Тут мешкав і його син Олександр, також архітектор.
№ 24 — житловий будинок, в якому мешкав та творив скульптор Еммануїл Мисько, про що сповіщає поміщена 2001 року на фасаді бронзова меморіальна таблиця (автор Юрій Мисько).
№ 26 — чиншовий чотириповерховий будинок, зведений у 1930-х роках у стилі функціоналізму для родини Тенненбаум. Головною окрасою будинку є масивний стрім-лайновий еркер, з видовженими вікнами та балконами по обидва боки. Ефектно виконаний вхідний портал — дві заокруглені пілястри з рустуванням, на дашку теж рустування та збережений зовнішній ліхтар з пласким плафоном. Брама автентична з характерними ґратками. Під'їзд по всьому периметру облицьований алебастром. Збережені оригінальні тамбурні двері, привертає увагу узор з цементної плитки, в кольористиці від чорного і сірого до білого. Сходовий марш суцільно литий з бетону з дерев'яними поручнями. Освітлення здійснюється з вертикальних вікон-термометрів.
№ 28 — чиншовий чотириповерховий будинок, зведений у 1935—1936 роках за проєктом архітектора Леопольда Райсса у стилі функціоналізму. Будинок доволі строгих форм, горизонтально членований фасад. Найвиразніший — вхідний портал з заокругленими пілястрами та дашком. В під'їзді просторий тамбур, стіни до половини облицьовані алебастром, збереглися оригінальні тамбурні двері. Власниками були Леопольд Райсс та Раттлер. 
№ 30 — чиншовий чотириповерховий будинок, зведений у другій половині 1930-х роках за проєктом архітектора Марека Ляксера у стилі функціоналізму. В будинку широкий прямокутний вхідний портал. По горизонталі фасаду простягнувся ряд стрічкових вікон з рустованими простінками. Кожен — закінчується балконом-лоджією, з оригінальною решіткою. З іншого боку стрічкового скління розташували вікна-ілюмінатори. Лівий бік будинку має легко виступаючий еркер з вікнами різної форми, а також кутові балкони. Металеві поручні без дерев’яного закінчення, плитка на майданчиках між сходами і при вході дуже відрізняється. Два поверхи були у власності Францішека Лінка (Лінда), інші поверхи — у власності Менкера та Редліха. 
№ 36 — будівля колишнього приватного науково-виховного закладу імені Яна Нємця, споруджена 1904 року за проєктом архітектора Людвіка Вельтце. В приміщенні навчального закладу у міжвоєнний період також містилися біологічний та сільськогосподарський комітети Польського наукового товариства у Львові, якими керував професор ботанічного закладу Львівського університету Северин Кшеменєвський.
№ 38 — шестиповерховий житловий будинок, споруджений наприкінці 1960-х років для службовців управління КДБ (нині управління СБУ у Львівській області, розташоване навпроти) за проєктом архітектора Мирона Вендзиловича. На першому поверсі будинку (вхід з вулиці Лукіяновича) розташована громадська приймальня УСБУ у Львівській області.

## Галерея

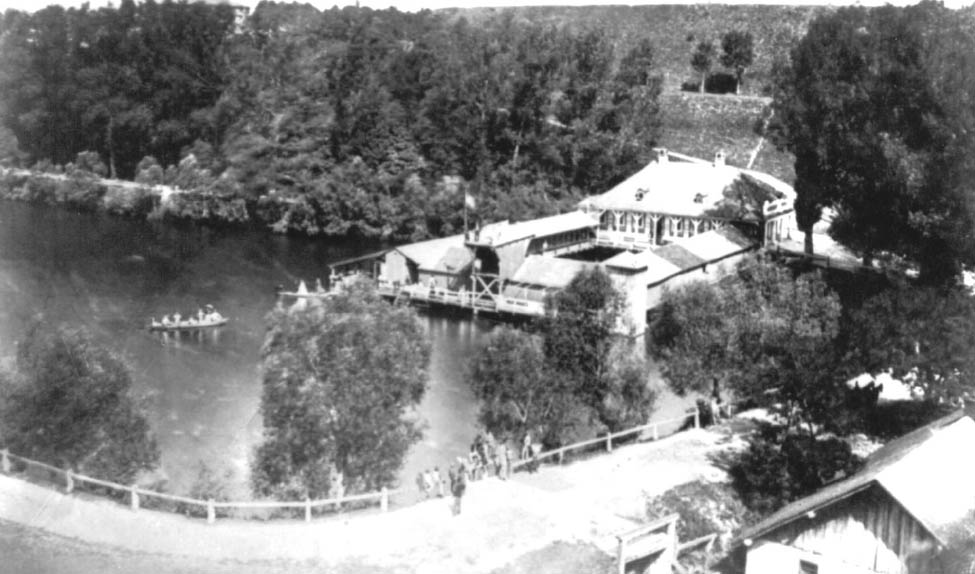
Пелчинський став (друга половина XIX століття)
Будинок № 9а
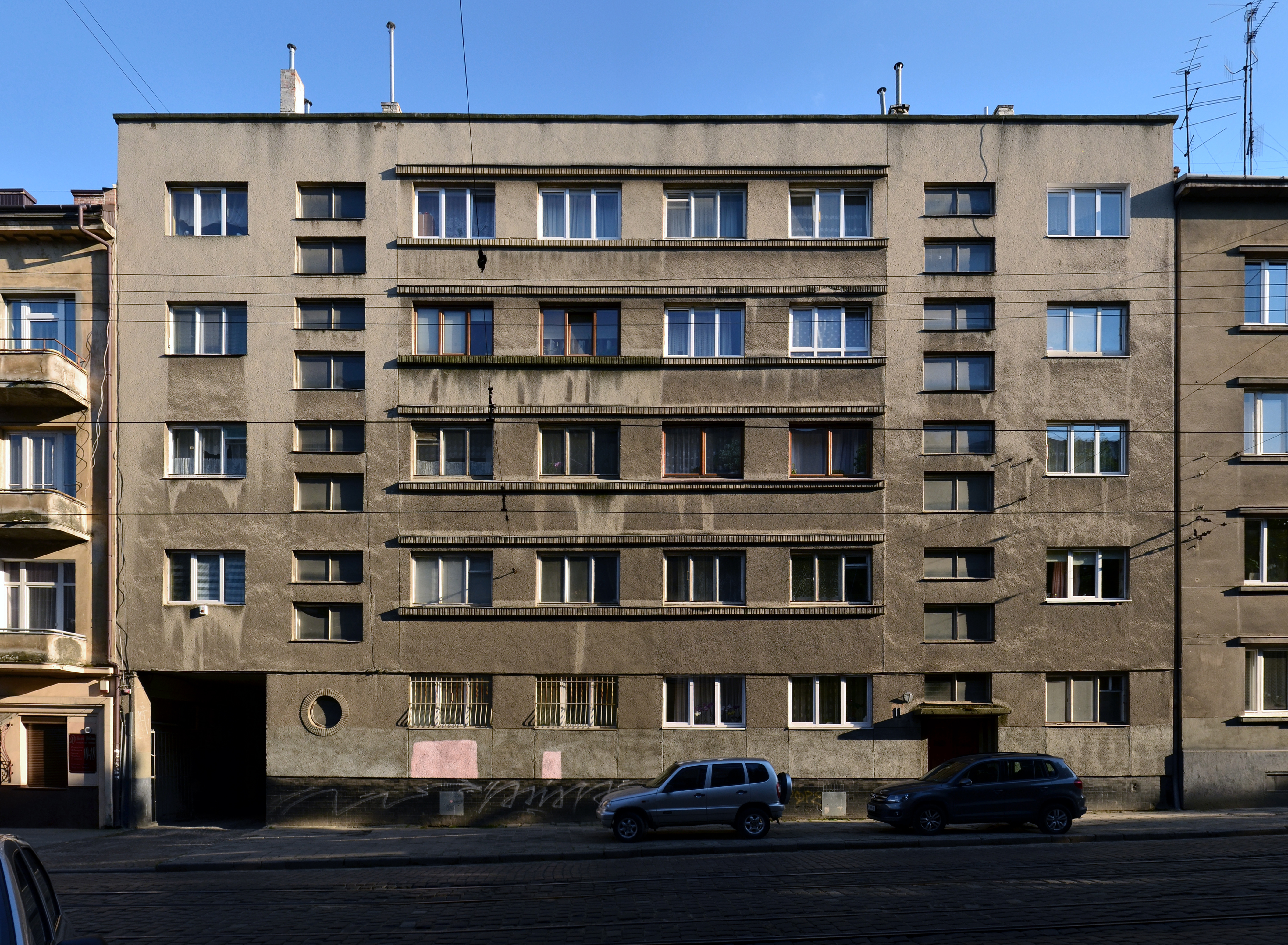
Будинок № 11
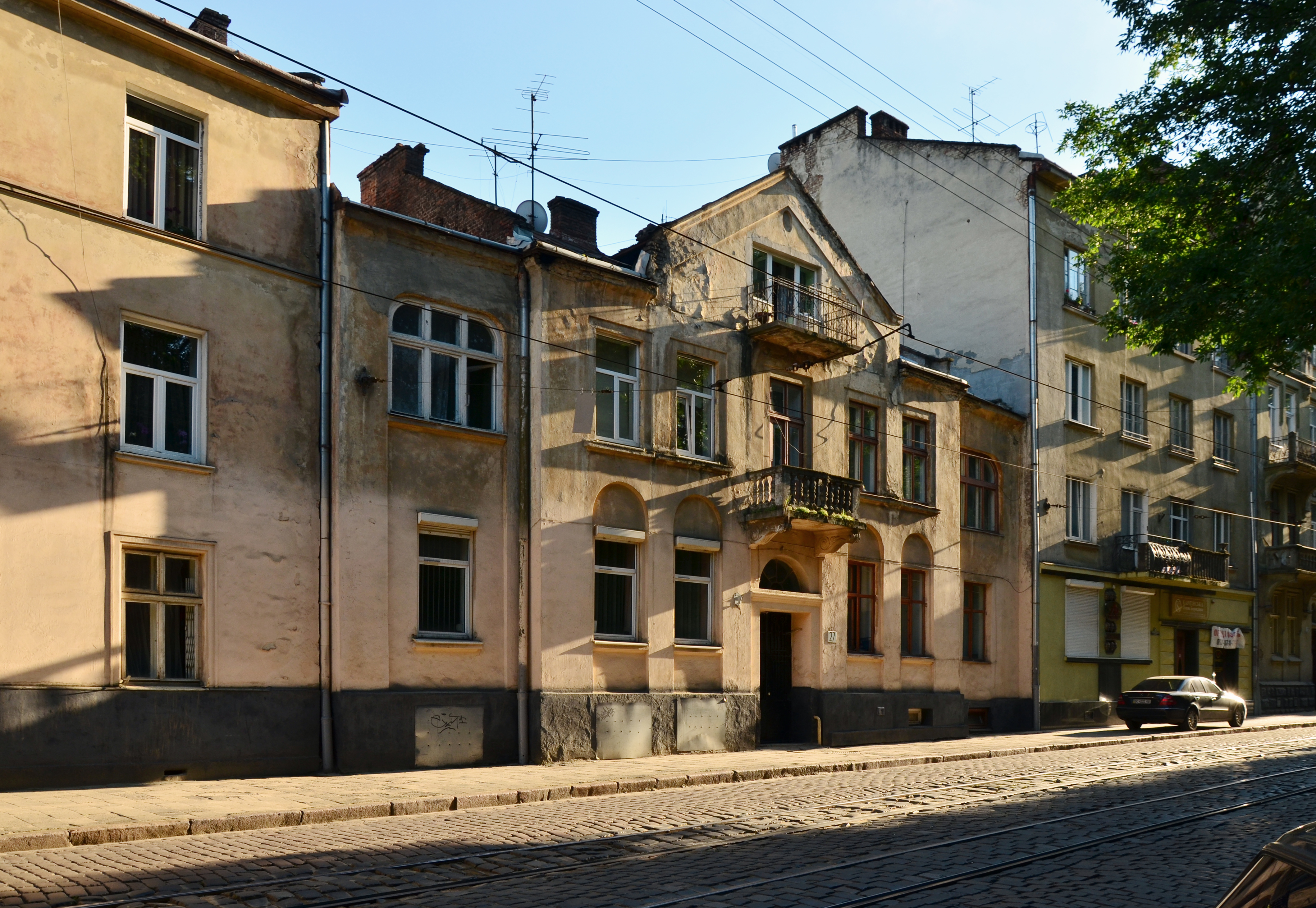
Будинок № 27
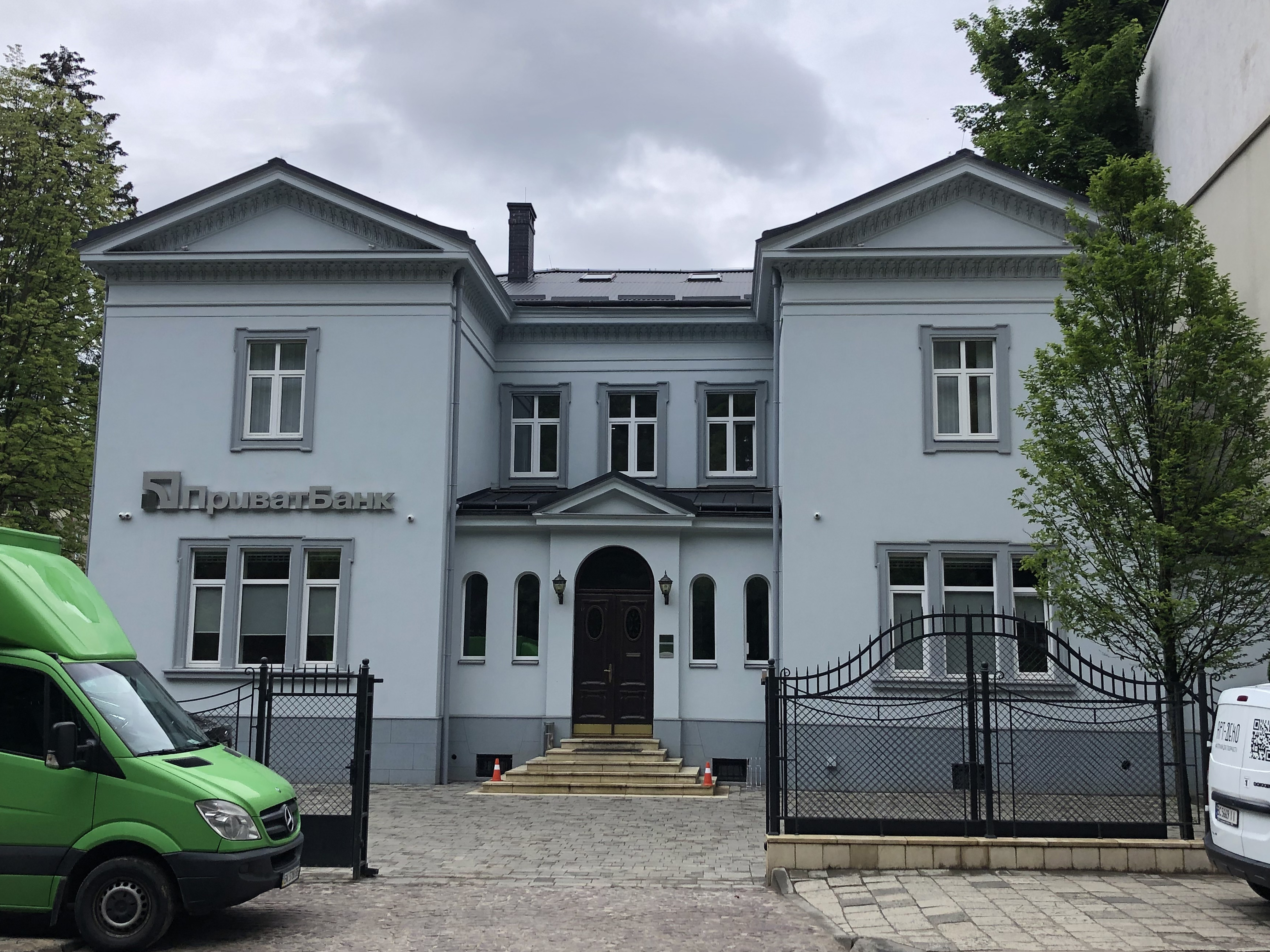
Будинок № 35